# Chiesa di Santa Maria Maddalena de' Pazzi (Roma)
La chiesa di Santa Maria Maddalena de' Pazzi è un luogo di culto cattolico della città di Roma, situato a Casal de' Pazzi (quartiere Ponte Mammolo), in via Giovanni Zanardini.

## Storia
Essa fu costruita agli inizi degli anni ottanta del XX secolo su progetto degli architetti Carlo ed Anna Maria Bevilacqua e consacrata il 22 ottobre 1983.
La chiesa è sede parrocchiale, istituita dal cardinale vicario Ugo Poletti il 1º luglio 1976 con il decreto Neminem sane. La santa titolare è Maria Maddalena de' Pazzi, carmelitana e mistica italiana, vissuta a Firenze nel XVI secolo.
La chiesa fu visitata da papa Giovanni Paolo II il 15 marzo 1987.

## Descrizione
La chiesa è un basso edificio moderno in cemento armato, preceduto da un portichetto, anch'esso in cemento, che poggia su strutture metalliche e coperto con elementi di plastica. L'edificio è affiancato da un pilastro di cemento su cui è fissata un'alta croce di metallo.
L'interno si presenta a pianta circolare, a forma di cavea, con lucernario centrale e finestre con vetri policromi tutt'attorno. Tutto al suo interno è in cemento, ed il colore grigio del materiale contrasta in modo significativo con le rifiniture in legno delle panche, del leggio e del grande Crocifisso, posto sul presbiterio; una icona raffigurante una Madonna col Bambino pende dal soffitto a fianco dell'altare, composto da un grande blocco di cemento ove alcuni elementi rientranti disegnano una croce.